# Église Saint-Boniface de Sioux City
L'église Saint-Boniface (St. Boniface Church) est une église catholique de Sioux City aux États-Unis dans l'Iowa inscrite au Registre national des lieux historiques. Elle dépend du diocèse de Sioux City. Elle est dédiée à saint Boniface, apôtre des Germains.

## Historique

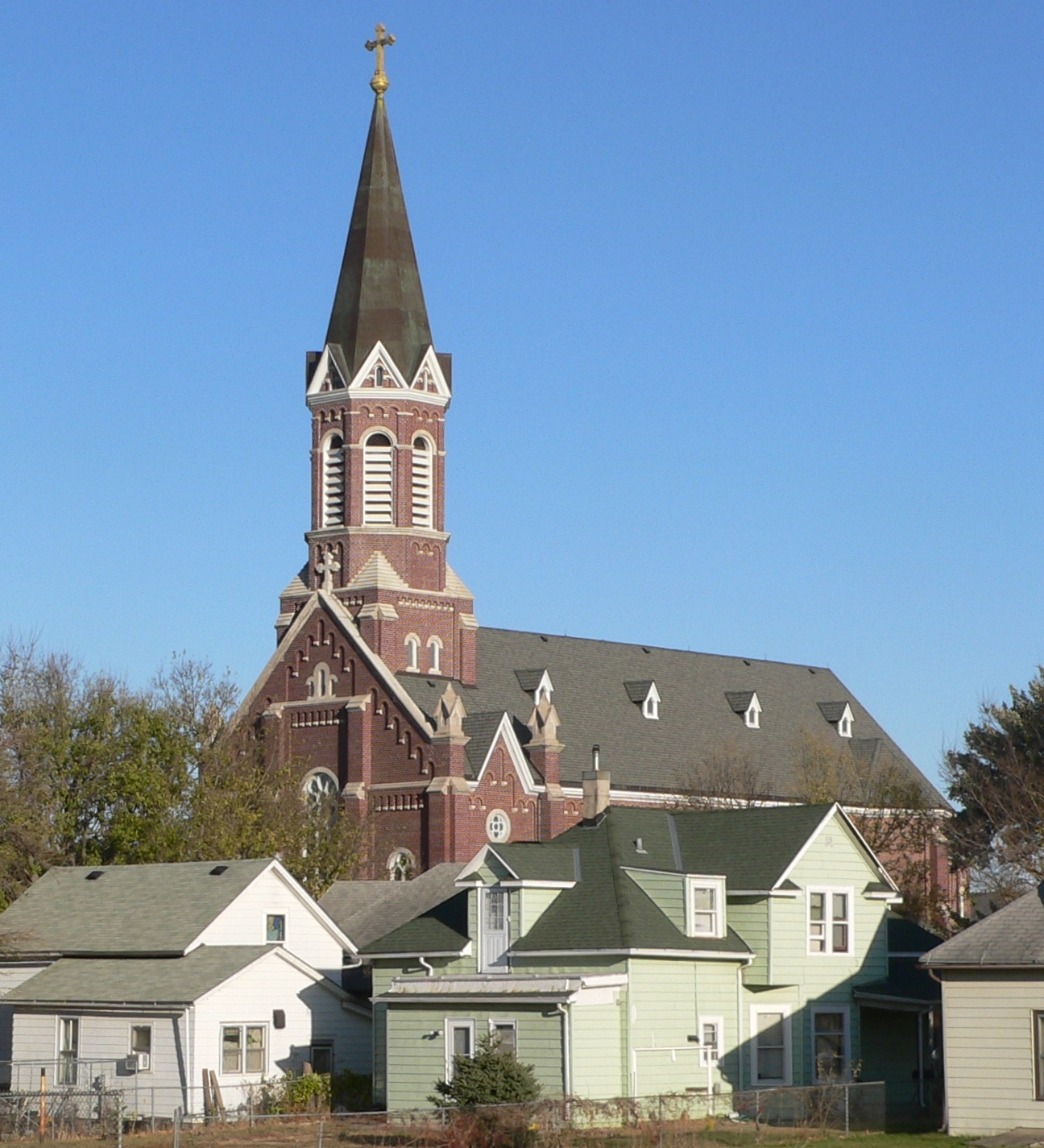
L'église vue du sud-ouest

C'est en décembre 1885 qu'un groupe de fidèles d'origine allemande de Sioux City se forme pour fonder une deuxième paroisse. Ils achètent deux parcelles de terrain entre Main Street et West Fifth Street pour 1 500 dollars. L'église est construite entre 1886 et 1887 et la première messe célébrée le 17 juillet 1887 par le père Johann (John) Gelermann, tandis que l'école paroissiale, administrée par des franciscaines de Dubuque, ouvre la même année. La paroisse dépendait à l'origine du diocèse de Dubuque, puis dépend de celui de Sioux City, lorsqu'il est formé en 1902.
Les franciscains de la province du Sacré-Cœur desservent la paroisse à partir de 1906. Cette même année, le RP Séraphin Lampe, ofm, curé de la paroisse, décide de la construction d'une nouvelle église plus grande. Il fait appel au frère Leonard Darschield, ofm, qui bâtit également un nouveau presbytère. L'église est de style néoroman allemand en briques rouges. Elle est consacrée par Mgr Philip Garrigan, le 4 septembre 1911. Un nouveau couvent pour les Sœurs est également construit. Elles sont remplacées en 1975 par les Sœurs du Verbe Vivant.
Les pères franciscains quittent la paroisse en 1986 par manque d'effectif et sont remplacés par des prêtres diocésains. Les écoles paroissiales Saint-Boniface, Saint-Joseph et de la cathédrale de l'Épiphanie se réunissent en 1987 pour former la Holy Family School (école de la Sainte-Famille).

## Source
- (en) Cet article est partiellement ou en totalité issu de l’article de Wikipédia en anglais intitulé « St. Boniface Catholic Church (Sioux City, Iowa) » (voir la liste des auteurs).